# 清华大学文革历史
清华大学文革历史是清華大學在文化大革命时期的校史。
1966年5月从清华大学附属中学红卫兵兴起的红卫兵运动迅速蔓延全国。但从9月起，当“文革”风暴冲击到中学生红卫兵的父辈们，中学生们开始有所保留。由于中央文革小组的插手，大学生和社会群众逐步成为红卫兵的中坚力量，就是所谓的“新红卫兵”。清华大学的大学生红卫兵迅速成为清华乃至整个北京红卫兵的中心。1966年12月19日，“清华大学井冈山兵团”成立。1967年4月14日，分裂出四一四派。两派冲突逐步升级，1968年4月23日至7月27日，两派之间爆发了“百日大武斗”，是北京最为严重的武斗事件。
1976年10月，“四人帮”倒台，文化大革命结束。10月6日，迟群、谢静宜被隔离审查（迟群于1983年底被判刑，谢静宜后因揭发有功被免予起诉）。10月16日，中共北京市委派联络组恢复整顿学校。1977年4月29日，刘达任清华大学党委书记兼革委会主任。次年6月，取消革委会，实行“党委领导下的校长负责制”。开展了整顿领导班子、纠正冤假错案、改善教职工队伍结构等工作。

## 萌发

正在被拉倒的二校门
_{原载《清华人》2009年第1期}

清华大学附属中学是文革红卫兵运动萌发和诞生的摇篮，从20世纪六十年代初以来，附中的干部子女以带着“血统论”气息的“培养革命事业接班人”的姿态，与学校共同提倡“阶级斗争论”，强调家庭出身的优越感。1966年5月初，清华附中“预科65级一班”部分学生与校方产生严重对立。在五·一六通知的鼓舞下，他们贴出了大字报《最积极、最自觉地参加这场尖锐的阶级斗争》，受到校方的阻止。5月29日晚，七八位高年级学生在圆明园遗址聚集讨论，决定使用“红卫兵”署名，意为“毛泽东的红色卫兵”。6月2日，贴出“红卫兵”大字报《誓死捍卫毛泽东思想、誓死捍卫无产阶级专政》响应北大聂元梓大字报，引来各中学观看和署名支持。
自1966年5月文化大革命开始后，学生与老师、校领导之间开展大规模辩论和贴大字报运动，相互矛盾越来越深。刘少奇、邓小平决定派工作组进入各单位领导无产阶级文化大革命后，1966年6月8日，新北京市委派出的工作组负责人周赤萍到清华大学，宣布次日工作组将接管清华大学，校党委停止工作。6月13日召开了清华大学全校大会，新北京市委书记处书记郭影秋在会上宣布，以叶林为组长、周赤萍和杨天放为副组长的派驻清华大学的工作组进驻清华大学，校长兼党委书记蒋南翔停职反省，工作组代行学校党委职权。(该工作组由刘少奇亲自过问，其夫人王光美于6月21日以工作组的“一个普通工作人员”的名义加入该工作组并成为中坚力量) 该工作组将从校长兼党委书记蒋南翔到各班主任、政治辅导员、教师打为“走资派”、“反动学术权威”、“牛鬼蛇神”、黑帮分子、黑帮爪牙，进行残酷批斗。12日至16日，103名清华干部被迫带上高帽上街游行。
另一方面，工作组同时对清华造反学生进行严厉的批判打击。工程化学系902班蒯大富等激进造反学生受到工作组冲击，逐步开始激烈反抗。1966年6月，蒯大富提出“炮轰工作组”、要求夺权，宣称工作组同党委一样执行修正主义路线，并喊出了“工作组滚出去”的口号。工作组迅速对蒯大富进行批判，把他打成“反革命分子”、“右派”，开除团籍并关押18天，将50多人打成“蒯氏人物”，打击近500人，发生数起自杀事件，两人死亡。
7月，毛泽东回京，斥责工作组做法，要求周恩来亲自过问清华“文革”运动，事实上向红卫兵们表现了他与刘少奇的分歧。8月下旬，清华园中贴出批评刘少奇的大字报，10月，贴出“打倒刘少奇”的大字报。
7月21日，陈伯达派中央文革成员王力、关锋来到清华大学看望关押中的蒯大富。7月29日，清华大学工作组宣布撤销。8月4日，陈伯达等人到清华大学参加批判以王光美为首的工作组执行“资产阶级反动路线”的大会，为蒯大富平反。蒯大富获得“解放”，声名鹊起。
清华的大学生红卫兵组织最初多由高干子女主导。8月8日，唐伟、汲鹏、陈育延等人成立针对工作组的串联会，被称为“八八”派，8月22日正式组成“毛泽东思想红卫兵”。8月9日，贺鹏飞(贺龙子)、刘涛(刘少奇女)、刘菊芬(刘宁一女)成立串联会，批黑帮、不批工作组，被称为“八九”派，8月19日组成了“清华大学红卫兵”。此外还有一些红卫兵组织出现。7月底到11月，清华先后由“三临”(“清华大学红卫兵临时总部”、“清华大学文化革命领导小组临时筹备委员会”、“清华大学红卫兵临时主席团”)掌控。但未获得广泛支持。
9月24日，以蒯大富为首成立“清华大学井冈山红卫兵”，红卫兵组织逐渐由普通子弟领导。9月29日“清华大学红卫兵”自我罢官，部分人成立“造反兵团”转而支持蒯大富。“毛泽东思想红卫兵”分化为“八八总部”和“临时总部”，力量减弱。
1966年11月，据称为蒯大富及其手下绘制的《百丑图》(也称《群丑图》，也有称两者非同一作品)，用漫画的形式，丑化当时国家、政府、军队的一百多位领导干部，包括刘少奇、邓小平、罗瑞卿、彭真、陆定一、杨尚昆等人。《百丑图》印出后，流传甚广，引起了毛泽东等高层的强烈关注，引发众多红卫兵组织模仿、制作、传播，掀起轩然大波。 有称《百丑图》最初为中央美院国画系1966届女大学生翁如兰所绘，但注明为“斗争彭、罗、陆、杨反革命修正主义集团筹备处宣”，最早刊登在1967年2月22日“首都大专院校红卫兵革命造反联络站”主办的《东方红》上。“二月逆流”期间，谭震林在会上大发雷霆：“蒯大富是什么东西？就是个反革命！搞了个百丑图。这些家伙，就是要把老干部统统打倒。”
1966年12月19日，经“无产阶级司令部”授意，以打倒刘少奇等为出发点的清华最大红卫兵组织、一统清华“文革”的“清华大学井冈山兵团”成立。清华大学井冈山兵团由“井冈山红卫兵”和“毛泽东思想红卫兵”合并而成。
不久，“清华大学红卫兵”因贴出反对文革、痛斥江青、怀疑林彪的大字报而被井冈山兵团借机瓦解。

## 崛起

清华主楼前的批斗王光美万人大会

1966年12月25日，中央文革小组授意（12月18日张春桥单独接见蒯大富）以清华大学井冈山红卫兵为主的5000多师生进城开展“反刘少奇、邓小平”游行，被称为“一二·二五大行动”。
12月31日，兵团在其《井冈山》报上发表清华学生刘涛(刘少奇女儿)的长篇检查，揭露刘少奇、王光美镇压文革的“内情”。1967年1月1日，在《井冈山》报上发表“炮打中国的赫鲁晓夫——刘少奇”的文章。
为打倒刘少奇，蒯大富组织清华井冈山红卫兵包围中南海西门，向中南海内喊话“打倒刘少奇”，但刘少奇始终没有出现。于是蒯大富等人准备首先揪出刘少奇夫人王光美。1967年1月6日，为引出王光美，蒯大富等人想办法获取刘家保密电话号码，并打电话谎称刘少奇女儿刘平平遭遇车祸，刘少奇、王光美夫妇乘车前往医院。两方面对面后，中央迅速派人将刘少奇解救回来，但王光美却被扣押回清华园。此事件被红卫兵自豪地宣传为“智擒王光美”。
1967年4月10日，经“无产阶级司令部”同意，清华井冈山兵团在清华主楼前召开了数十万人参加、旨在揭露刘少奇的批斗王光美万人大会。凌晨6时，王光美来到主楼7层会议室。6时30分，接受第一次审讯，并被强迫穿上从其家中抄得的高跟鞋和旗袍，带上用乒乓球制作的“项链”。审讯结束后被带至主楼前广场，会场人山人海，300多个造反派组织参加了大会，彭真、薄一波、陆定一等300多名老干部在一侧陪鬥。批斗会结束后，下午和晚上又进行了两次小型审问批斗。
1967年10月17日，蒯大富在《井冈山》报上发表《无产阶级大夺权万岁》，说：“不夺权，就是百分之百的右倾；不夺权，就是百分之百的修正主义；不夺权，就是对人民极大犯罪。夺权，就是扞卫党的领导，就是扞卫无产阶级。夺权，是无产阶级派的当务之急。此时不夺，更待何时！”
1967年3月至9月，井冈山兵团(包括后来分裂出的414派)共向全国22个省、市、自治区的30多个城市派出了80多个联络站、记者站，人数上千(一说六百)。7月后派出众多军事动态小组，前往军事要地收集机密情报，试图扰乱军队。充当北京各校红卫兵造反派的领头者。组织或参加了4月打倒“带枪的刘邓路线”(夺军权斗争)、7月下旬中南海西门的“揪刘火线”、7月29日对徐向前的抄家、8月1日批斗彭德怀和罗瑞卿、8月22日冲击英国代办处等等运动。
1966年下半年到1968年左右，井冈山兵团严重干涉学校教学，学校学生在各类文革活动挤占下几乎没有正常学习时间。井冈山兵团改变招生制度，优先招收贫下中农子女，以推荐为主，不招收五类学生：直系亲属中有被专政机关镇压者，走资派、牛鬼蛇神子女未与家庭划清界限者，参加过反动组织的屡教不改者或有反动言行者，不参加文革的逍遥派、书呆子。

## 分裂
1967年初，文革“无产阶级司令部”要求进行全面夺权，按照“三结合”原则（解放军代表、革命群众组织代表、革命领导干部代表）组成权力机构——“革命委员会”。
1967年4月14日，因为内部对文革一系列重大问题存在分歧和论战，井冈山兵团分裂为“兵团总部”(或称“团派总部”，简称“团派”)和“四一四串联队”(或称“四一四革命串联队”，简称“414派”或“四派”)。双方对于成立“革委会”的革命群众组织代表和革命领导干部代表争执颇大。
4月30日，团派召开扩大会议，作出了《关于建立清华大学革命委员会筹备小组的决议》，宣布成立清华大学革命委员会筹备小组(“革筹小组”)，由一号人物蒯大富等11人组成。5月1日，在天安门城楼上，毛泽东、林彪等接见了北京市革命委员会全体成员，北京市革命委员会常委蒯大富将清华井冈山兵团袖章献给了毛泽东，周恩来也问及清华革委会何时成立。团派上下受到强烈鼓舞。5月2日起，“革筹小组”开始于兵团总部共同行文并召开全校批斗大会，批判无政府主义思潮，即针对“414派”。
同时，414派只有孙怒涛一人成为该小组成员，显然受到压制。孙怒涛贴出《孙怒涛严正声明》坚决不承认革筹小组。5月3日，414派召开第十一次大会，通过决议不承认“革筹小组”，发表文章《彻底搞臭革筹小组》，贴出大字报《把现临筹小组一棒子打死》。5月5日，清华大学机械系率先成立“革筹小组”第一个系级分支，遭到414派严厉警告。
5月12日，为促进妥协，北京市革命委员会主任谢富治主持两派负责人开会，5月21日亲赴清华大学召集两派代表开会，最终蒯大富和孙怒涛签署四项协议：

1. 立即停止内战！不准相互攻击。广播、大字报、标语等不准攻击对方。有不同的看法须协商解决。尤其不准把内战打到社会上去。
2. 双方要整风！主要是自我批评。总结经验，发扬优点，克服缺点。整风要达到大联合、大团结的目的，逐渐实现班、系大联合。
3. 调整和扩大革委会筹备小组，革筹小组和总部实现我校革命的三结合。
4. 井冈山兵团总部和革筹小组做出的决议必须执行。

事实上协议第四条将“革筹小组”合法化，得到团派一致欢呼和四派的坚决抵制。
5月23日，谢富治秘书向蒯大富和孙怒涛打电话称协议已报告毛主席，请两派坚决执行。之后，蒯大富在团派会议和革筹小组会议上传达，并增加小组人数为22人，增加414派人员。同日，谢富治向蒯大富转达毛主席指示，毛泽东言辞委婉，被蒯大富理解为支持井冈山兵团总部，这消息让兵团上下十分欢腾，贴出大标语“毛主席最新最高指示：414上台不行”。414派人心浮动，不少“战斗组”转向兵团总部。
5月24日，团派宣布要在5月30日前全力以赴成立清华革委会。同日，414派在化学馆召开大会，宣布不参加任何筹备活动，准备分裂出来以对抗团派。5月26日上午，414派下属“东方红战团”在圆明园遗址处开会，宣布与兵团总部分裂。下午，在清华主楼三区3楼召开“东方红战团”大会，通过了有关分裂的宣言。27日晚，在同地点召开“东方红总部”成立大会，与兵团总部分庭抗礼。此时“三七兵团”准备加入414派，于是次日在清华新水320室开会，决定于5月29日晚22时成立“清华大学井冈山兵团四一四总部”。5月29日凌晨，414广播台播出“414总部”成立消息，宣言指出“兵团总部已不是无产阶级的代言人了。”
5月29日，清华革委会成立前一天，蒯大富等人前往人民大会堂邀请周恩来等人参加清华大学革命委员会成立大会，因总理忙碌，写便条如下：

敬爱的总理，你好！

　　清华大学革命委员会将于5月30日成立！

　　您在5月1日和5月23日曾两次答应我们一定来参加我们的成立大会。我已经把这天大的好消息告诉全校革命师生员工，全校革命师生员工万分高兴，急切地等待这一天的到来！这一天终于来到了！我们敬爱的总理即将第三次参加我们学校的大会，也是第一次参加我们井冈山人掌权后的大会！

　　总理这一次无论如何要抽出一点时间参加我们的大会。总理参加我们的大会将对我校文化大革命和北京各学校的文化大革命产生巨大的影响！

　　总理如果不去，我们没有办法向群众交待，明天的大会将无法开下去！

　　急切盼总理回音！

　　我们很想与您交谈几分钟，我们在门外等着！

　　等！！一定要见！！！

 — 蒯大富， 5.29
总理回复：

蒯大富同志：

　　清华大学革命委员会要在大联合的基础上召开，才合乎毛泽东思想的指导原则。现在听说你们革命派还没有联合起来就宣布开会，我们就不好参加了。谢副总理正为另事约见红代会谈话，请就近解决。

 — 周恩来， 5.29
蒯大富急切召开成立大会，谢富治让其起草“推迟信”并誊抄签名，作为蒯大富回清华的“交代”：

蒯大富同志并转清华大学革命委员会筹备小组：

　　你们今天成立革命委员会，我请示了周总理，周总理对你们学校运动非常关心，他要参加你们的革命委员会成立大会，但是总理近几天中央工作特别忙，今天不能参加你们的成立大会，总理建议你们革命委员会成立大会往后推迟几天，请考虑。

 — 谢富治， 1967年5月30日
5月30日凌晨2时许，蒯大富等人返回清华，通过团派广播台广播先前通知。5月31日，团派成立核心组织“六二四战团”，以1966年6月24日薛大夫等人同工作组论战日子命名。开始与414派进行针锋相对的斗争。

## 矛盾加深与百日大武斗
1967年间，虽然清华红卫兵“团派”和“414派”出现部分冲突，但由于大多数人忙于社会上的“全面内战”活动，无暇顾及校内。1967年冬，中共中央为结束全国范围混乱局面，要求所有大、中学校学生一律返回学校，进行“复课闹革命”，于是两派矛盾开始突出。但当时中央要求“大办学习班”、“消除派性”，因此矛盾没有过度激化。
由于上级政策，并且蒯大富希望尽快当清华革委会主席。9月21日两派成立“兵团联合总部”，11月8日迟迟正式成立联合办公室、联合广播台、联合总部委员会(团派17人、414派16人)。两派在表面上暂时联合。但两派内部更加不和，团派有人组织“斗私批修联络站”，同时批斗蒯大富和414派。不久后，两派迅速再次分裂。
1967年12月初，以414派将一首林彪语录改编为“四一四战歌”为理由，通缉414派6名委员，最终抓获1人。12月4日，团派秘密关押了414派推举的清华核能研究单位“200#”领导人吕应中。12月6日、9日、20日，对20多名支持414派清华中层干部进行抄家。期间发生数十起小规模武斗。
12月25日，团派为纪念“一二·二五大行动”周年，进城宣传，号称要造反派进入中共中央；次日，414派进城宣传，痛斥蒯大富想当中央委员。1968年1月3日，两派为争夺12号楼的414派红尖兵广播室，发生首次数百人参加的大规模武斗。
1月31日，团派绑架414派总部宣传部罗征启，3月27日，罗征启逃离后，又绑架414派办公室干部贾春旺等人，并进行毒打。4月4日晚，团派抓走罗征启弟弟、北京第一机床厂工人罗征敷，将其毒打后憋死在后车厢。
1968年3月下旬，“杨、余、傅事件”后，中央文革鼓动全国再次开展“反右倾”斗争，提出“对派性要进行阶级分析”，从而使校园内派性间矛盾开始膨胀。
最开始，“团派”和“414派”还只是相互辩论，逐渐升级为语言冲突、肢体冲突，直到大打出手。初期蒯大富约束手下要“讲理”、“忍让”，但听到江青关于“文攻武卫”的讲话(要用“文”的方法，去和修正主义斗争，如果对方不服，要用武力自卫。)后，开始意识到对立派系对自己造成的威胁，从而决定开展武斗。
1968年4月23日至7月27日，清华发生的“百日大武斗”，动用各种冷兵器、热武器、燃烧瓶，针对大礼堂、东区浴室楼、科学馆进行抢占与争夺。共致使18人死亡，1100多人受伤，30多人终身残疾，直接经济损失1000余万元。

## 工宣队进驻
7月27日，一支由3万多人（一说十万人，8月初减少至5147人）组成的工农(兵)毛泽东思想宣传队（简称“工宣队”，8月下旬改名“工人、解放军毛泽东思想宣传队”，简称“工、军宣队”）进入清华，由来自中共中央警卫部队(8341部队)副团长张荣温领导。
7月28日，毛泽东接见北京红卫兵“五大领袖”的谈话中，曾说“十万工人进清华，四一四高兴，井冈山不高兴，我也不高兴”(“井冈山”指“团派”)。但得知工宣队在清华牺牲惨烈，才正式开始准备终止武斗。之后正式公布的《毛主席关于制止武斗问题的指示精神要点》体现出清华百日大武斗特别是“七·二七事件”已经让毛泽东对造反派失去信心。
到8月初，这支工宣队中有军代表约105人，主要来自8341部队、北京卫戍区和海军，工宣队指挥部下设：政工组、秘书组、联络组、办事组、接待组。下辖八个团：直属团、一团~七团，分别驻扎清华本部、基础课和十二个系。
8月5日，毛泽东把巴基斯坦赠送的芒果转送清华工宣队表示慰问。8月15日，毛泽东接见清华工宣队代表。8月25日，毛泽东批发了《中共中央、国务院、中央军委、中央文革关于派工人宣传队进学校的通知》，其中说：“中央认为，整顿教育，时机已到。”陆续向北京59所大专院校以及全国大中城市学校、教育部门、中科院、文化艺术单位、出版社、部分军事院校派驻了工宣队。
8月25日，以姚文元署名发布《工人阶级必须领导一切》一文的批阅中，毛泽东已将文革造反派群众及红卫兵学生列入“文革”的对象，不允许高校知识分子造反派扎堆搞“革命”。
1968年8月16日，在工宣队领导下，清华井冈山两派合并为“清华井冈山革命大联合委员会”，并在之后工宣队的清理运动中迅速消失。
1968年底开始，在全国“清理阶级队伍”运动下，工宣队对清华全体教职工、学生进行“人人排队、层层摸底”的政治高压运动，造成了多起自杀或自杀未遂事件，产生“非正常死亡”案例约16人。工宣队撰写《清华大学贯彻执行对知识分子“再教育”、“给出路”的政策报告》一文，被“无产阶级司令部”作为北京“六厂二校”经验推广全国，作为文革“斗、批、改”典型，其中“再教育”指迫使校内的文革中被打倒高级领导干部子女与父母“划清”界线、“皈依”文革，“给出路”指对梁思成、刘仙洲、钱伟长等教授为代表的所谓“资产阶级反动学术权威”进行批判和“养起来”政策，使其感到压力的同时感到“出路”。

清华大学江西鲤鱼洲试验农场
_{原载《清华人》2009年第1期}

1969年5月-10月，学校在江西省南昌市南昌县鲤鱼洲建立“清华大学试验农场”，先后5批2821名清华教职工下放劳动，当年确诊血吸虫病患者747人，怀疑患者1111人，次年确诊患者总数突破千人，直到1997年清华医疗部门还在对血吸虫病患者进行复查和治疗 。有人回忆：“在江西鲤鱼洲清华大学试验农场，劳动被当成对知识分子的惩罚，只有对工宣队表现得俯首帖耳才算改造好了，完全是一种奴化式的改造。”
1969年1月25日，以清华工宣队为主成立清华大学革命委员会，1970年1月成立党委会。1970年7月21日，清华工宣队在《红旗》杂志署名发表《为创办社会主义理工科大学而奋斗》一文，提出“要始终以阶级斗争为主课”等六条基本经验，被推广至全国高校，造成了严重影响。始于1970年的清华“教育革命”体制一直沿袭到文革结束，完全依照毛泽东教育思想，包含以下方面：一、工人阶级领导一切工作（长期内清华由工宣队、校党委、校革委会并行掌权）；二、原有教师边改造、边使用；三、开门办学，校办工厂，师生全面投入生产（事实上阻碍了教学科研）；四、招收工农兵学员；五、废除旧教材，参照苏联教材，编写无产阶级新教材；六、坚持群众路线，坚持新教学方法（事实上是文革批判形式）。
1970年到1975年，清华进行了大规模的系科专业变动。1970年8月制定计划准备设置三厂、七系、一连、一基础课、两分校，即试验化工厂、汽车厂、精密仪器及机床厂；电力工程系、工业自动化系、化学工程系、土木建筑工程系、水利工程系、工程物理系、工程力学数学系；机修连；基础课；四川绵阳分校、江西分校（江西鲤鱼洲试验农场）。到1972年，共设立10个系和四川绵阳分校。之后又建立大兴农村分校和水利系三门峡办学基地。学校开展各类老工人进修班（“上大学、管大学，用毛泽东思想改造大学”）、专业进修班、短期培训班、“给工农兵送学上门”的办学点，以及业余大学。
1970年6月27日，中央批准《北京大学、清华大学关于招生（试点）的请示报告》，在四年正常招生停滞后，开始招收“工农兵学员”，根据毛泽东七·二一指示“学制要缩短，教育要革命”，学制3年，招生采用群众推荐、领导批准、学校复审，毕业后回原单位工作。10月15日后，全国各高校仿照实行。从1970年至1976年共招收6届工农兵学员，最后一届于1981年毕业。
70年代初直到文革结束，工宣队采用“两个估计”政策对待广大知识分子，即：一、文革前十七年教育界是“资产阶级专了无产阶级的政”；二、教师队伍包括中共建政后培养的大批学生，“世界观基本上是资产阶级的”，是“资产阶级知识分子”（出自1971年8月《全国教育工作会议纪要》）。工宣队始终以主宰者身份歧视、仇视、恐惧广大教师，直至1976年10月，在每一场全国政治运动中，工宣队都要开展对知识分子的“改造”，学校教师也一直在与之进行斗争 。当时一名工宣队头目的会议讲话发表为：“广大知识分子……什么时候思想平静了，感到舒舒服服了，就要检查自己是不是走上了回头路了。”
到1975年左右，工宣队仅剩下70余人，这些非清华人在1968年到1976年底实际掌控着清华的领导权，工宣队中的迟群、谢静宜在1972年后成为清华第一、二号人物。
1975年，邓小平开始主持国家工作，8月和10月，清华党委副书记刘冰、柳一安、惠宪钧和政治部主任吕方正写信并通过邓小平转交给毛泽东，表示厌恶当时飞扬跋扈的清华第一把手“通天人物”迟群和第二把手谢静宜（来自于工宣队）。毛泽东将其看做对“文革”的翻案，开始批评刘冰等人及其“后台”邓小平。11月中旬，演变为“教育革命大辩论”。 12月，演变为全国性“批邓、反击右倾翻案风”运动。在这场“文革”最后的运动中，由迟群把持的清华大学处于风口浪尖，全国数十万人和中央党政军机关上千领导干部前来清华“学习”、“参观”，清华几乎停止正常教学工作，专门从事“批邓”斗争。十个月中，贴出十数万份大字报，刘冰被批斗214次。
1976年3月31日，在纪念周恩来总理逝世的背景下，迟群要求“清华不能有一个花圈送到天安门”。4月3日，无三班学员以“清华大学部分工农兵学员”名义向人民英雄纪念碑献白花，成为四五运动一部分。6日晚，迟群称之为“有组织、有目的、有计划、有步骤的反革命进攻”。在中央的定性下，校内开展清查“反革命政治谣言”和逮捕“反革命分子”运动，到6月10日，审查100多人，校级隔离38人，报公安拘捕1人。1976年2月6日，《人民日报》发表报道《无产阶级文化大革命的继续和深入——喜看清华大学教育革命大辩论破浪前进》。
1976年10月，“四人帮”倒台，“文化大革命”结束。10月6日，迟群、谢静宜被隔离审查（迟群于1983年底被判刑，谢静宜后因揭发有功被免予起诉）。10月16日，中共北京市委派联络组恢复整顿学校。1977年4月29日，刘达任清华大学党委书记兼革委会主任。次年6月，取消革委会，实行“党委领导下的校长负责制”。开展了整顿领导班子、纠正冤假错案、改善教职工队伍结构等工作。

## 派系
清华井冈山兵团于成立后4个月即发生分裂，分为“团派”与“414派”。《四一四思潮必胜》 说：“清华大学四一四与‘团派’的原则分歧和组织上的分裂是具有全国性的普遍意义的。”
两派均不可能提出独有理论，均根据毛泽东最高指示的“文革”理论加以应用和发挥。所以两派之间存在内部分化、交叉、重合等各种情况，并不完全对立，在很多方面甚至观点相同，但一旦涉及两派根本利益，他们就会立即泾渭分明地划清界限。有人认为，两派对立主要表现为三点：如何理解“文化大革命”；如何评价“文化大革命”前十七年；以及如何对待干部队伍。
| 分歧点                         | 团派观点 | 414派观点 |
| ------------------------------ | --- | --- |
| 如何理解“文化大革命”？         | “文化大革命和民主革命从根本上来说即从本质上来说是相同的”，他们认为“文革”同1949年前中共领导的民主革命在“革命的首要问题，革命的根本问题，革命的实质问题上”是相同的，文革是政治革命、政权革命、一个阶级推翻另一个阶级的大革命。 走资派大量混杂在无产阶级队伍中，存在严重修正主义错误，各单位都被资产阶级篡夺了政权，必须进行彻底的文化大革命。 | “文革”是在无产阶级专政下进行的，是为了部分改善和加强这一专政，因此不应否定、打倒一切。他们强调“文革”是共产党执政下的大革命，走资派“只是一小撮”。走资派在党内并未占统治地位。“十七年来我国的阶级阵线是基本稳定的。经济基础基本上是共产主义化的。”四派认为，文革不应像“团派”那样进行全国性的武装夺权。 |
| 如何评价“文化大革命”前十七年？ | 清华大学是修正主义教育路线的典型，是复辟资本主义的战略据点之一，十七年来实行的是地地道道的资产阶级专政。 因此要对就清华“大翻个儿”并在头脑中彻底砸烂，坚决反对旧清华“十七年红线主导论”，坚决反对旧清华“上黑下红论”。 | 清华大学十七年来虽然有一些缺点，但“十七年来，毛泽东思想的阳光照耀着清华” 坚决反对旧清华“黑线上下连续论”，“十七年来，以毛主席为代表的无产阶级革命路线在我们党内是占统治地位的，近几年来也是这样。” 同时，“对刘少奇路线也要一分为二”。 |
| 如何对待干部队伍？             | 清华大多数干部是好的或比较好的，但不能回避他们过去犯有的错误，他们绝不是左派，绝不是无产阶级当权派，而是资产阶级当权派。大都是中间派，摇摆于无产阶级与资产阶级之间、毛主席革命路线与修正主义路线之间，充当了教育界资产阶级专政的工具。“清华的干部特别是基层干部是复辟旧清华的社会基础”。                                                    | 能否解放和大胆使用干部，关系到建立一个什么样的政权这个革命的根本间题。没有大批革命干部进入各级领导班子，红卫兵小将夺的权就有可能丧失，因为小将自身有许多缺陷。大胆使用干部就必须使革命小将让权、放权。没有一大片干部的彻底解放，没有一大批革命干部作为权力机构的领导和中坚，而由“团派”来独揽大权，肯定是行不通的。 四派所提的“造反派只能夺权而不能掌权”，即“造反派不能坐江山论”在全国不少地方及群众派别中流行开来。 |

## 領導體系

### 清华文革前主要中高级干部名单
下表括号内所注，如无说明，则为该单位简称。
党委内部机构为1966年6月情况，其中政治部为1966年4月设立。1966年6月清华大学党委共设1个分党委、18个党总支、238个党支部
| 领导机关               | - 中国共产党清华大学委员会(党委) - 组织部 - 政治部 - 宣传部 - 清华大学音乐室 - 统战部 - 保卫部 - 武装部 - 清华大学民兵师 - 职工部 - 监察委员会(监委) - 办公室(党办) - 清华大学校务委员会(校委会)-校长、副校长 | - 中国共产党清华大学委员会(党委) - 组织部 - 政治部 - 宣传部 - 清华大学音乐室 - 统战部 - 保卫部 - 武装部 - 清华大学民兵师 - 职工部 - 监察委员会(监委) - 办公室(党办) - 清华大学校务委员会(校委会)-校长、副校长 |
| 行政组织               | 校长、副校长直辖 | - 清华大学校长办公室 - 秘书科 - 联络科 - 清华大学档案室 - 清华大学人事处 - 学生科 - 档案科 - 干部科 - 校卫队 - 清华大学教务处 - 教学研究科 - 教学行政科 - 实验实习及劳动科 - 教材科 - 印刷厂 - 清华大学科学生产处 - 科学研究科 - 研究生科 - 实验室科 - 科学技术资料科 - 生产科 - 综合机械厂 - 设备工厂 - 清华大学行政处 - 财务科 - 设备科 - 供应科 - 基建科 - 修缮科 - 技术室 - 清华大学生活管理处 - 生活行政科 - 膳食科 - 校园管理科 - 幼儿园 - 生活管理一区 - 生活管理二区 - 生活管理三区 - 生活管理四区 - 生活管理五区 - 清华大学图书馆 - 阅览科 - 参考科 - 采编科 - 清华大学校医院 - 清华大学第一科 - 清华大学试验化工厂(200#) - 清华大学附属半工半读中等技术学校 - 清华大学附属中学(含清华大学预科) - 清华大学附属小学     |
| 行政组织               | 清华大学校务委员会 | - 各种常设委员会 - 特种委员会(或小组) |
| 系科(校长、副校长直辖) | - 清华大学土木建筑工程系(土建系) - 清华大学水利工程系(水利系) - 清华大学动力机械系(与农业机械系合署办公，简称“动农系”) - 清华大学农业机械系(与动力机械系合署办公，简称“动农系”) - 清华大学精密仪器及机械制造系(精仪系) - 清华大学冶金系(冶金系) - 清华大学电机工程系(电机系) - 清华大学无线电电子学系(无线电系) - 清华大学自动控制系(自控系) - 清华大学工程物理系(工物系) - 清华大学工程化学系(工化系) - 清华大学工程力学数学系(工力系) - 清华大学基础课委员会 - 清华大学高等数学教研组 - 清华大学物理教研组 - 清华大学化学教研组 - 清华大学外语教研组 - 清华大学材料力学教研组 - 清华大学理论力学教研组 - 清华大学政治课教研室 - 清华大学哲学教研组 - 清华大学中国革命史教研组 - 清华大学政治经济学教研组 - 清华大学体育教研室 | - 清华大学土木建筑工程系(土建系) - 清华大学水利工程系(水利系) - 清华大学动力机械系(与农业机械系合署办公，简称“动农系”) - 清华大学农业机械系(与动力机械系合署办公，简称“动农系”) - 清华大学精密仪器及机械制造系(精仪系) - 清华大学冶金系(冶金系) - 清华大学电机工程系(电机系) - 清华大学无线电电子学系(无线电系) - 清华大学自动控制系(自控系) - 清华大学工程物理系(工物系) - 清华大学工程化学系(工化系) - 清华大学工程力学数学系(工力系) - 清华大学基础课委员会 - 清华大学高等数学教研组 - 清华大学物理教研组 - 清华大学化学教研组 - 清华大学外语教研组 - 清华大学材料力学教研组 - 清华大学理论力学教研组 - 清华大学政治课教研室 - 清华大学哲学教研组 - 清华大学中国革命史教研组 - 清华大学政治经济学教研组 - 清华大学体育教研室 |
| 其他单位               | - 中国教育工会清华大学委员会(工会) - 清华大学工会文工团 - 中国共产主义青年团清华大学委员会(团委) - 清华大学学生会 - 清华大学学生文工团 - 中国民主同盟清华大学区分部 - 九三学社清华大学支社 | - 中国教育工会清华大学委员会(工会) - 清华大学工会文工团 - 中国共产主义青年团清华大学委员会(团委) - 清华大学学生会 - 清华大学学生文工团 - 中国民主同盟清华大学区分部 - 九三学社清华大学支社 |

| 姓名   | 校外职务                                                            | 校内党职                                                                     | 校内其他职务                                            |
| ------ | ------------------------------------------------------------------- | ---------------------------------------------------------------------------- | ------------------------------------------------------- |
| 蒋南翔 | 中共第八届中央候补委员 高等教育部部长 北京市委常委                  | 清华党委书记                                                                 | 校长 校务委员                                           |
| 刘冰   |                                                                     | 清华党委常委、第一副书记                                                     | 校务委员 工会主席 中国革命史教研组主任                  |
| 高沂   | 高等教育部副部长                                                    | 清华党委常委、副书记                                                         |                                                         |
| 胡健   |                                                                     | 清华党委常委、副书记 党委组织部部长 党委监委书记 党委监察委员 党委政治部主任 | 校务委员 人事处处长                                     |
| 艾知生 |                                                                     | 清华党委常委、副书记 党委宣传部部长 党委政治部副主任                         | 校务委员 哲学教研组主任                                 |
| 何东昌 |                                                                     | 清华党委常委、副书记                                                         | 校务委员 教务处处长 工物系主任 试验化工厂(200#)厂长     |
| 刘仙洲 | 中国科学院技术科学部常务委员                                        | 中国共产党党员                                                               | 第一副校长 校务委员                                     |
| 张子高 |                                                                     |                                                                              | 副校长 校务委员                                         |
| 施嘉炀 |                                                                     |                                                                              | 校务委员                                                |
| 刘绍唐 |                                                                     |                                                                              | 校务委员 物理教研组主任                                 |
| 陈士骅 |                                                                     | 中国民主同盟清华大学区分部主任委员                                           | 副校长 校务委员                                         |
| 周佳悫 |                                                                     | 党委办公室副主任                                                             |                                                         |
| 贾观   |                                                                     |                                                                              | 中国革命史教研组副主任                                  |
| 饶慰慈 |                                                                     | 党委办公室副主任                                                             |                                                         |
| 李传信 |                                                                     | 清华党委常委                                                                 | 校务委员 无线电系主任 无线电系党总支书记                |
| 邢家鲤 |                                                                     | 清华党委委员                                                                 | 教务处副处长 教务处党总支书记                           |
| 张慕津 | 共青团中央委员 共青团北京市委委员                                   | 清华党委委员                                                                 | 清华团委书记 校务委员                                   |
| 陈圣信 |                                                                     | 党委宣传部副部长 党委监察委员                                                |                                                         |
| 罗征启 |                                                                     | 党委宣传部副部长                                                             |                                                         |
| 楼庆西 |                                                                     | 党委监委副书记 党委监察委员                                                  |                                                         |
| 方惠坚 |                                                                     | 党委监察委员                                                                 | 清华团委副书记                                          |
| 关永利 |                                                                     | 党委监察委员                                                                 |                                                         |
| 朱明善 |                                                                     | 党委监察委员                                                                 |                                                         |
| 曲淑凤 |                                                                     | 党委监察委员                                                                 |                                                         |
| 赵芝馨 |                                                                     | 党委监察委员                                                                 |                                                         |
| 郭梦斗 |                                                                     | 党委监察委员                                                                 |                                                         |
| 贺美英 |                                                                     |                                                                              | 清华团委副书记                                          |
| 董新保 |                                                                     |                                                                              | 政治经济学教研组主任                                    |
| 李卓宝 |                                                                     |                                                                              | 基础课党总支书记                                        |
| 赵访熊 |                                                                     | 中国民主同盟盟员                                                             | 副校长 校务委员 基础课委员会主任委员 高等数学教研组主任 |
| 滕藤   |                                                                     | 清华党委常委                                                                 | 工化系副主任 工化系党总支书记                           |
| 汪家鼎 |                                                                     | 中国民主同盟盟员 中国共产党党员                                              | 校务委员 工化系主任                                     |
| 黄志冲 |                                                                     |                                                                              | 工化系党总支副书记                                      |
| 张维   |                                                                     | 清华党委委员 中国民主同盟盟员                                                | 副校长 校务委员 工力系主任                              |
| 吕应中 |                                                                     | 清华党委常委                                                                 | 试验化工厂(200#)党总支书记                              |
| 余兴坤 |                                                                     | 清华党委委员                                                                 | 工物系党总支书记 工物系副主任                           |
| 谭浩强 |                                                                     |                                                                              | 清华团委副书记                                          |
| 承宪康 |                                                                     |                                                                              | 清华团委副书记                                          |
| 单德启 |                                                                     |                                                                              | 清华团委副书记                                          |
| 储钟瑞 |                                                                     |                                                                              | 校务委员                                                |
| 李仙根 |                                                                     |                                                                              | 清华团委副书记                                          |
| 刁会光 |                                                                     |                                                                              | 清华团委副书记                                          |
| 李寿慈 |                                                                     | 清华党委常委 党委统战部部长                                                  | 副校长 校务委员                                         |
| 文学宓 |                                                                     | 党委统战部副部长                                                             |                                                         |
| 刘承娴 |                                                                     | 党委统战部副部长                                                             |                                                         |
| 李恩元 |                                                                     | 清华党委常委 党委监委副书记 党委监察委员 党委政治部副主任                    | 人事处副处长                                            |
| 庄前炤 |                                                                     |                                                                              | 校务委员 行政处处长                                     |
| 汤纪敏 |                                                                     |                                                                              | 行政处副处长                                            |
| 李思问 |                                                                     |                                                                              | 校务委员 生活管理处处长                                 |
| 何介人 |                                                                     | 清华党委委员                                                                 | 教务处副处长                                            |
| 李康   |                                                                     |                                                                              | 教务处副处长                                            |
| 高景德 |                                                                     | 清华党委常委 中国民主同盟盟员                                                | 校务委员 科学生产处处长                                 |
| 谢祖培 |                                                                     | 无党派                                                                       | 校务委员 校医院院长                                     |
| 林泰   |                                                                     | 清华党委委员                                                                 | 哲学教研组副主任                                        |
| 郝根祥 |                                                                     | 清华党委委员 党委办公室主任 党委保卫部部长                                   | 校长办公室副主任                                        |
| 单计新 |                                                                     | 党委职工部部长                                                               |                                                         |
| 任继世 |                                                                     | 党委武装部部长                                                               | 档案室主任                                              |
| 朱志武 |                                                                     |                                                                              | 校务委员 校长办公室主任                                 |
| 史国衡 |                                                                     |                                                                              | 校务委员 图书馆馆长                                     |
| 李酉山 |                                                                     |                                                                              | 校务委员 冶金系主任                                     |
| 李麟谟 |                                                                     | 清华党委委员                                                                 | 冶金系副主任                                            |
| 王遵华 |                                                                     | 清华党委委员                                                                 | 电机系党总支书记 电机系副主任                           |
| 章名涛 |                                                                     | 中国民主同盟盟员                                                             | 校务委员 电机系主任                                     |
| 陶森   |                                                                     |                                                                              | 电机系党总支副书记                                      |
| 蒋企英 |                                                                     | 清华党委委员                                                                 | 动农系党总支书记                                        |
| 李辑祥 | 北京市政协常委                                                      | 中国共产党党员                                                               | 校务委员 动农系主任                                     |
| 宋镜瀛 |                                                                     |                                                                              | 动农系副主任                                            |
| 夏镇英 |                                                                     | 清华党委委员                                                                 | 精仪系党总支书记                                        |
| 金希武 | 北京市政协委员                                                      | 九三学社社员                                                                 | 校务委员 精仪系主任                                     |
| 张思敬 |                                                                     |                                                                              | 水利系党总支书记                                        |
| 张任   | 北京市人大代表                                                      | 中国民主同盟盟员 中国共产党党员                                              | 校务委员 水利系主任                                     |
| 梁思成 | 中国科学院技术科学部委员 全国人大常委 全国政协常委 北京市政协副主席 | 中国共产党党员 中国民主同盟中央常委                                          | 校务委员 土建系主任                                     |
| 马约翰 |                                                                     |                                                                              | 校务委员 体育教研室主任                                 |
| 陶葆楷 |                                                                     | 九三学社清华大学支社主任委员                                                 | 校务委员 土建系主任                                     |
| 刘小石 |                                                                     | 清华党委委员                                                                 | 土建系党总支书记 土建系副主任                           |
| 钟士模 |                                                                     |                                                                              | 校务委员 自控系主任                                     |
| 凌瑞骥 |                                                                     | 清华党委委员                                                                 | 自控系党总支书记                                        |
| 万邦儒 |                                                                     |                                                                              | 清华附中校长                                            |
| 韩家鳌 |                                                                     | 清华附中党支部书记                                                           | 清华附中副校长                                          |
| ？     |                                                                     |                                                                              | 半工半读中等技术学校校长                                |
| ？     |                                                                     | 清华附小党支部书记                                                           | 清华附小校长                                            |
| 徐荣凯 |                                                                     |                                                                              | 清华大学学生会主席                                      |

### 文革早期中央所派工作组主要成员
| 叶林   | 清华工作组组长，时任国家计委副主任                             |
| 周赤萍 | 清华工作组副组长，时任冶金部副部长，中将，曾任云南省委书记     |
| 杨天放 | 清华工作组副组长，时任林业部副部长                             |
| 张茜薇 | 清华工化系工作组副组长，时任化工部合成纤维研究所党委书记兼所长 |
| 王光美 | 国家主席刘少奇夫人，自称普通组员，实际参与决策                 |

## 延伸阅读

### 研究
- William Hinton. Hundred Day War: The Cultural Revolution at Tsinghua University. New York and London: Monthly Review Press, 1973.
- 唐少杰. . 香港: 中文大学出版社. 2003年. ISBN 962-996-126-1. （原始内容存档于2015-03-21） （中文（香港））.
- 安舟，《红色工程师的崛起：清华大学与中国技术官僚阶级的起源》，香港：中文大学出版社，2017，ISBN 9789629967963（另见安舟文章派别纷争——特权受益者与受害者的矛盾）
- 刘青峰编，文化大革命：史实与研究 （页面存档备份，存于），香港：中文大学出版社，1996年
- 张化、苏采青 等编，回首"文革"：中国十年"文革"分析与反思(上下册)，北京：中共党史出版社，1999年
- 程晋宽，"敎育革命"的历史考察: 1966-1976，福州：福建教育出版社，2001年
- 清华大学校史研究室. . 北京: 清华大学出版社. 2001年. ISBN 7-302-04316-7 （中文）.
- 方惠坚，张思敬. . 北京: 清华大学出版社. 2001年. ISBN 7-302-04319-1 （中文）.

### 回忆录
- 田炳信，蒯大富：在文革浪尖和人生低谷中摆渡，新快报2005年11月9日
- 沈如槐. . 香港: 时代艺术出版社. 2004年. ISBN 988-97331-5-3 （中文（香港））.
- 沈如槐、陈楚三，回忆与思考：纪念四一四思潮诞生四十周年，文革博物馆通讯(四〇九)，2007年5月22日出版
- 陶德坚，《风雨人生——陶德坚回忆录》，天下一家出版社，1999年。（文革爆发时作者是清华大学建筑系教师，曾任清华“红教联”负责人。）
- 宋柏林著，余汝信编注，《红卫兵兴衰录——清华附中老红卫兵手记》，香港：德赛出版有限公司，2006年。（文革爆发时作者是清华附中老红卫兵成员。）
- 周泉缨，文化大革命是历史的试错——对毛泽东主席公开点名评判我的回应，香港：银河出版社，2006年
- 韩爱晶，毛泽东主席召见五个半小时谈话记 （页面存档备份，存于），华夏文摘增刊第485期
- 聂元梓，聂元梓回忆录，香港：时代国际出版有限公司，2005年
- 黄峥 执笔，王光美访谈录，北京：中央文献出版社，2006年
- 刘冰. . 北京: 清华大学出版社. 1998年. ISBN 730-202-578-9 （中文）.
- 刘冰. . 北京: 当代中国出版社. 2008年. ISBN 978-7-80170-685-0 （中文）.
- 罗征启访谈录，炎黄春秋，2009年？(待查)
- 唐金鹤，倒下的英才，香港：科華圖書出版公司, 2009
  - 李自茂，四十年前的那一天——我所亲历的清华“5.30”
- 魏义祥，我的日记中的清华文革初期大事，未刊稿
- 曾昭奋，清华园随笔，北京：清华大学出版社, 2004年
- 林洙，梁思成林徽因与我，北京：清华大学出版社, 2004年
- 孙维藩. . 香港: 新世纪出版社. 2008年. ISBN 978-988-17202-0-7 （中文（香港））.
- 史际平 杨嘉实 陶中源等编著，家在清华，济南：山东画报出版社，2008年
- 清华大学文革专辑，记忆，2010年10月10日第18期(总第五十九期) （页面存档备份，存于）
- 清华大学文革专辑(二)，记忆，2010年10月20日增刊(总第六十期) （页面存档备份，存于）
- 许爱晶编著，清华蒯大富，香港：中国文革历史出版社，2011
- 刘晋，《刘晋文集》（第二卷，《前路漫漫》），北京：华夏文化出版集团，2012年。（文革爆发时作者任中央团校党委委员、哲学教研室主任，曾任海淀区中学文化革命三人领导小组成员，十九中工作组组长，清华附中工作组组长。）
- 李伟东，《清华附中高631班（1963—1968）》，美国柯捷出版社，2012年。
- 孙怒涛，《良知的拷问：一个清华文革头头的心路历程》，香港：中国文化传播出版社，2013年。
- 蒯大富，《清华文革五十天》，香港：中国文化传播出版社，2013年；2014年第2版。
- 叶志江，走出文革，美国溪流出版社，2014年
- 李自茂，《毕竟东流去》，香港：中国文化传播出版社，2014年。（文革爆发时作者是清华大学学生，清华井冈山兵团骨干。）
- 顾耀文，《明日黄花》，香港：中国文化传播出版社，2014年。（文革爆发时作者是清华大学学生，井冈山兵团成员。）
- 谢静宜，《毛泽东身边工作琐忆》，中央文献出版社，2015年。
- 孙怒涛主编，《历史 拒绝遗忘——清华十年文革反思集》，香港中国文化传播出版社，2015年（清华大学文革史文集）
- 启之编，水木风雨：北京清华大学文革史，台北，独立作家，2014，ISBN 9789865729042。

### 史料
- 邱心伟、原蜀育主编. . 香港: 五七学社出版公司. 2009年. ISBN 978-988-17894-5-7 （中文）.
- . 清华大学井冈山兵团《镇黑浪》. 1967年1月16日 （中文）.
- . 红卫医院红旗战斗队 清华井冈山兵团 地院“东方红”公社 北医八·一八战斗兵团 革命造反联络站供稿，红代会清华大学井冈山兵团宣传组编. 1967年2月 （中文）.
- . 清华大学《井冈山》报编辑部. 1967年3月 （中文）.
- . 清华大学《井冈山》报编辑部. 1967年4月 （中文）.
- . 红代会清华大学井冈山兵团井冈山杂志社. 1968年 （中文）.
- . 1968年 （中文）.
- . 1969年 （中文）.
- . 1969年 （中文）.
- . 首都工人、解放军驻清华大学毛泽东思想宣传队，清华大学革命委员会政工组. 1969年 （中文）.
- . 首都工人、解放军驻清华大学毛泽东思想宣传队，清华大学革命委员会政工组. 1969年 （中文）.
- . 首都工人、解放军驻清华大学毛泽东思想宣传队政工组. 1969年 （中文）.
- . 首都工人、解放军驻清华大学毛泽东思想宣传队政工组. 1969年 （中文）.
- . 首都工人、解放军驻清华大学毛泽东思想宣传队政工组. 1969年 （中文）.
- . 首都工人、解放军驻清华大学毛泽东思想宣传队，清华大学革命委员会教育革命组. 1969年 （中文）.
- . 首都工人、解放军驻清华大学毛泽东思想宣传队，清华大学革命委员会教育革命组. 1969年 （中文）.